# Bentley S3
De Bentley S3 was een automodel van het Britse luxemerk Bentley dat van 1962 tot 1965 geproduceerd werd. De S3 was verwant aan de Rolls-Royce Silver Cloud III. Naast het standaardmodel werd er ook een krachtigere S3 Continental aangeboden.

## S3
De S3 leek sterk op zijn voorganger, de Bentley S2, met als meest zichtbare verschil de dubbele koplampen, naar analogie met de Rolls-Royce Silver Cloud III die in hetzelfde jaar geïntroduceerd werd. De radiator werd iets verlaagd waardoor een lagere motorkaplijn mogelijk werd. Andere uiterlijke verschillen waren onder meer vernieuwde voorspatborden en kleinere stootblokken op de bumpers. Het interieur kreeg individuele zetels vooraan en de achterbank werd vijf centimeter naar achteren verplaatst voor meer beenruimte.
De 6,2 liter V8-motor kreeg een hogere compressieverhouding en grotere carburateurs, waardoor het vermogen met 7% toenam. Dit zorgde voor een verbeterde acceleratie en een topsnelheid van 185 km/u. Ook de stuurbekrachtiging werd verbeterd.

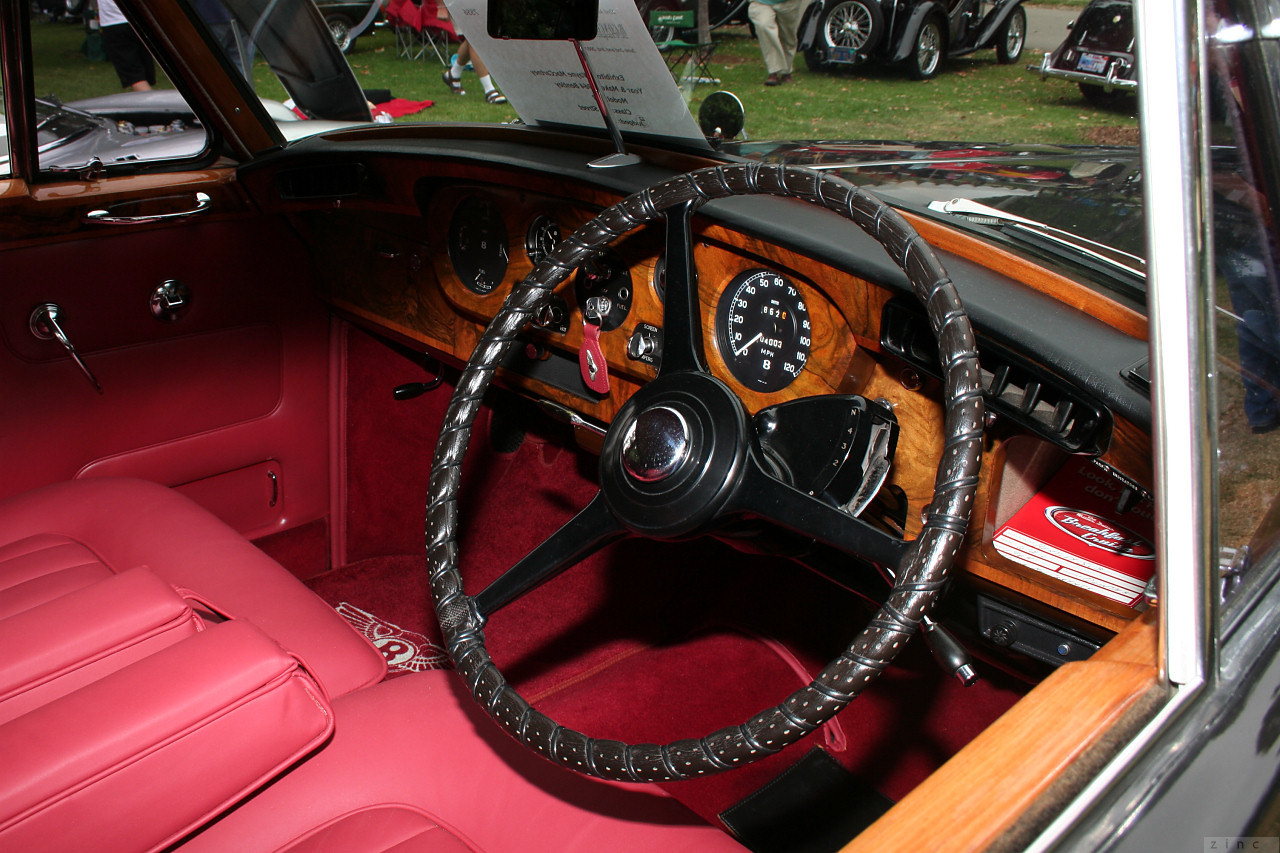
Bentley S3 (1964), dashboard
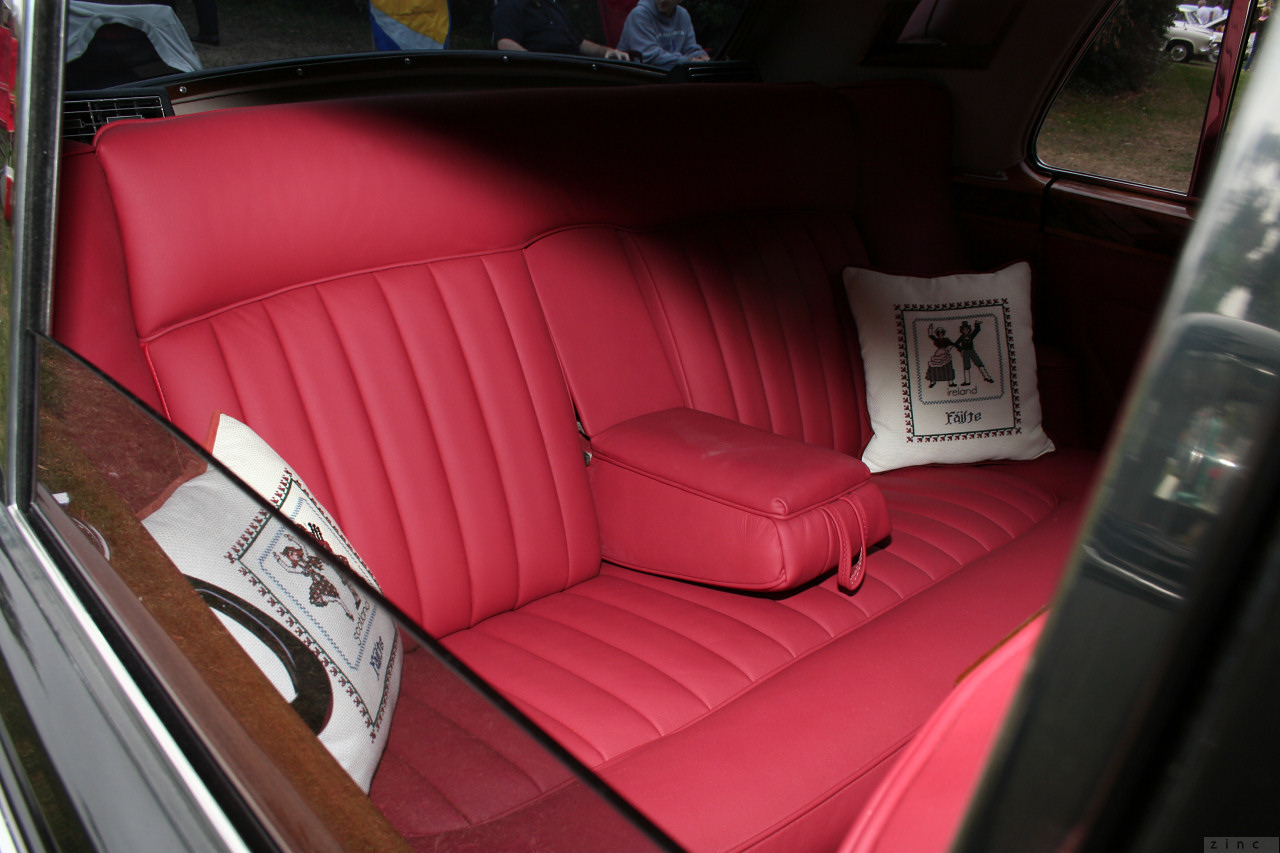
Bentley S3 (1964), achterbank

## S3 Continental
In 1959 nam Rolls-Royce de carrosseriebouwer H. J. Mulliner & Co. (HJM) over. In 1961 werd HJM samengevoegd met Park Ward, dat sinds 1939 in het bezit was van Rolls-Royce, om Mulliner, Park Ward Ltd. (MPW) te vormen. De S3 Continentals werden door MPW gebouwd in de voormalige fabriek van Park Ward in Willesden, de HJM-fabriek in Chiswick werd verlaten.
De S3 Continental werd door Bentley uitsluitend als een rollend chassis met motor geleverd, de opbouw werd uitgevoerd door carrosseriebouwers. De meeste exemplaren hadden een coupé- of een drophead coupé-carrosserie in gewijzigde HJM-stijl, waarvan de dubbele koplampen het meest in het oog sprongen.
Net als eerdere Continentals werd de sportievere S3 Continental-carrosserie volledig uit aluminium vervaardigd, in tegenstelling tot standaard S3 die een zwaardere stalen carrosserie had. In combinatie met diverse technische aanpassingen aan de aandrijflijn zorgde dit voor een aanzienlijk snellere auto. Dit maakte de S3 Continental wel zo'n 40-50% duurder dan de S3, waardoor de Continental in veel kleinere hoeveelheden verkocht werd.
Vierdeurs Continentals met een carrosserie van HJ Mulliner stonden bekend als de "Flying Spur", hoewel vierdeurs Continentals door andere carrosseriebouwers soms ook ten onrechte "Flying Spurs" worden genoemd. James Young leverde een andere elegante vierdeurs sedan voor de S3 Continental.

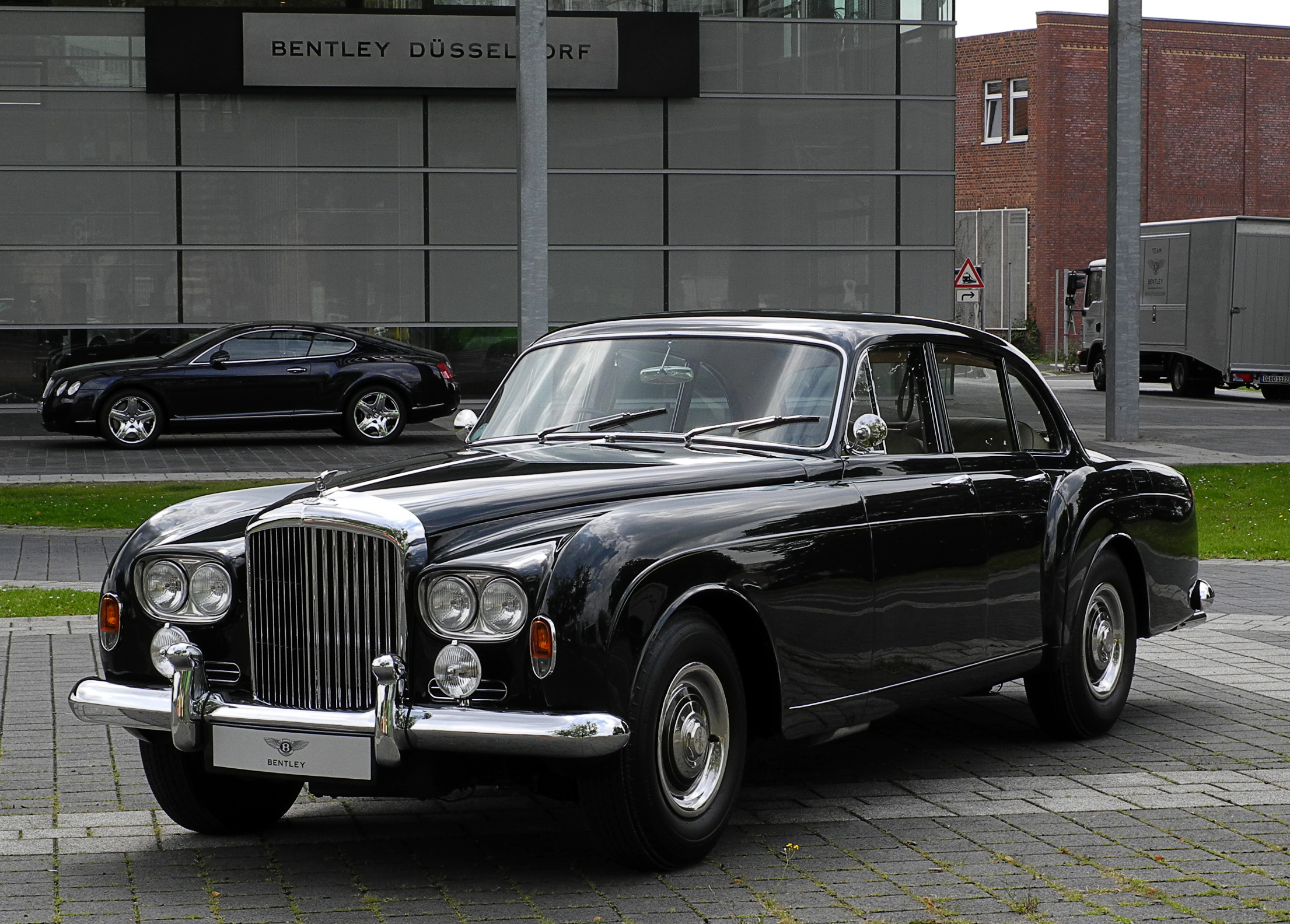
S3 Continental Flying Spur van Mulliner Park Ward
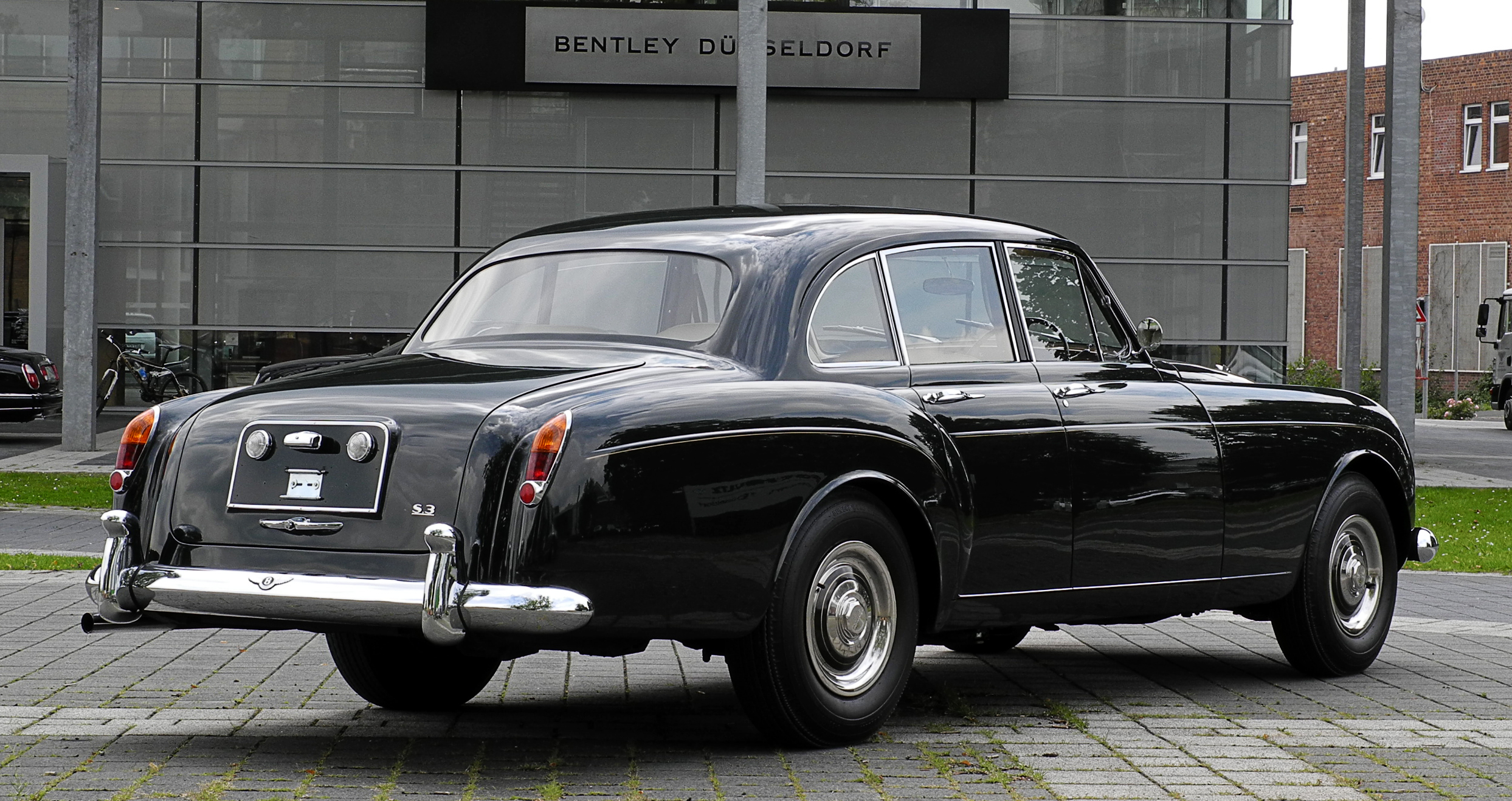
S3 Continental Flying Spur van Mulliner Park Ward, achteraanzicht
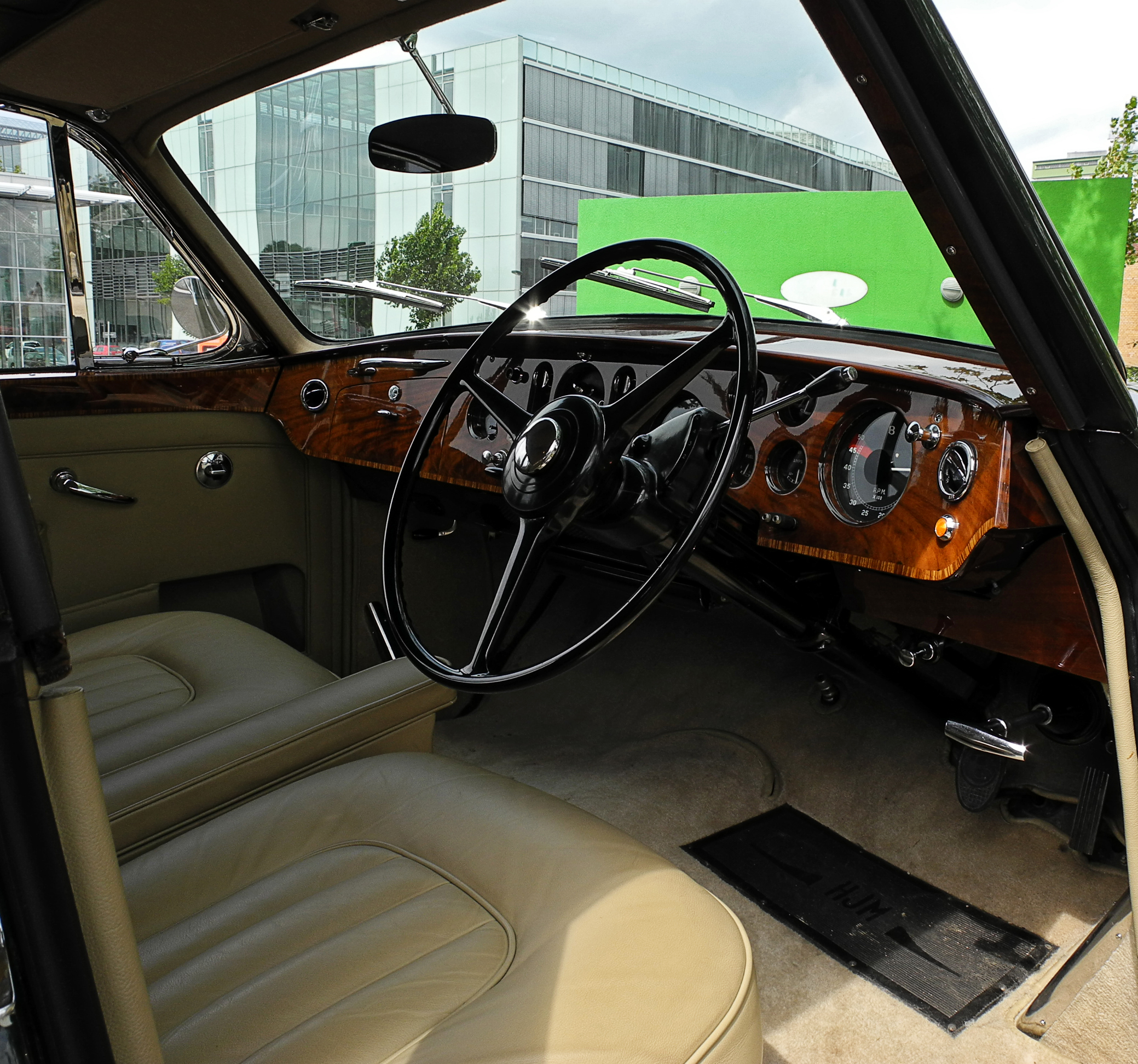
S3 Continental Flying Spur van Mulliner Park Ward, interieur
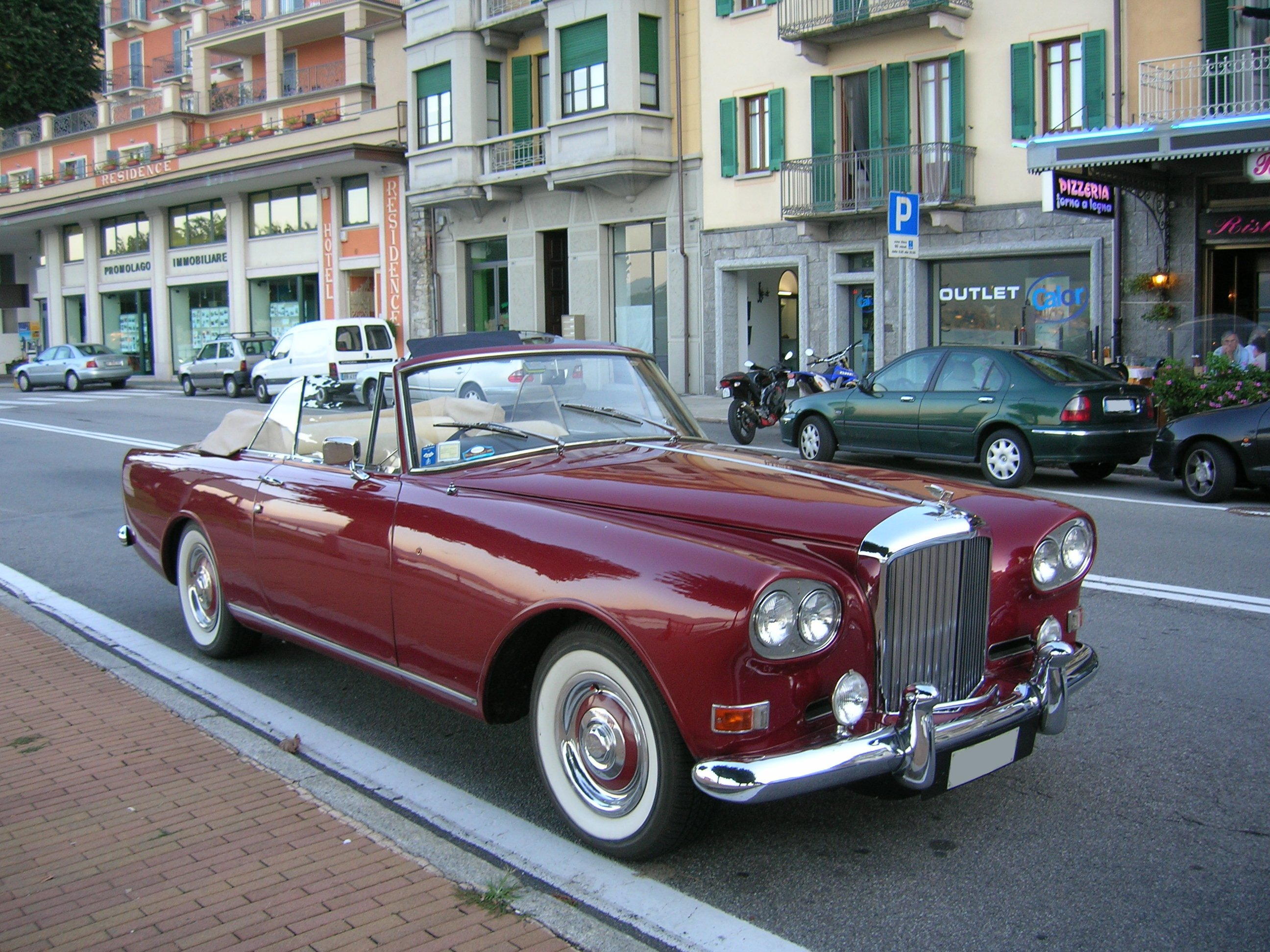
S3 Continental drophead coupé van Mulliner Park Ward
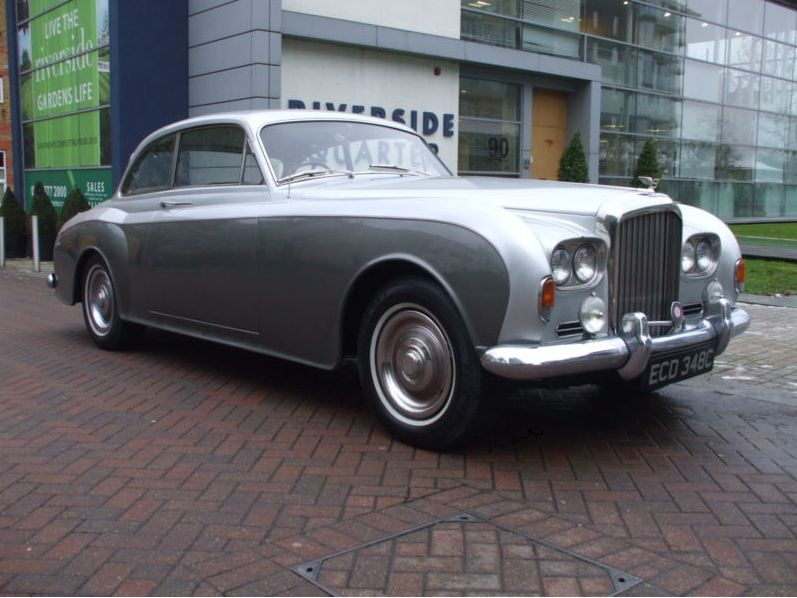
S3 Continental coupé van James Young

## Productieaantallen
- Bentley S3:
  - sedan (1962-1965): 1285
  - sedan met verlengde wielbasis (1962-1965): 32[3]
  - drophead coupé van Mulliner Park Ward: 1
- Bentley S3 Continental:
  - carrosserie van Mulliner Park Ward: 292
  - carrosserie van James Young: 20[4]